# Borimetjkovo
Borimetjkovo (bulgariska: Боримечково) är ett distrikt i Bulgarien.   Det ligger i kommunen Obsjtina Lesitjovo och regionen Pazardzjik, i den centrala delen av landet, 70 km sydost om huvudstaden Sofia.
Trakten runt Borimetjkovo består i huvudsak av gräsmarker. Runt Borimetjkovo är det ganska glesbefolkat, med 32 invånare per kvadratkilometer.